# Siège de Mirandola (1355)
Pour les articles homonymes, voir Siège de Mirandola.
Guerres entre guelfes et gibelins
Batailles
1150 – 1200
- Vernavola (1154)
- Spolète (1155)
- Tortone (1155)
- Milan (1158)
- Siziano (1159)
- Crema (1159)
- Carcano (1160)
- Milan (1162)
- Prataporci (1167)
- Alexandrie (1174-1175)
- Legnano (1176)

1201 – 1250
- Calcinato (1201)
- Casei Gerola (1213)
- Cortenuova (1237)
- Brescia (1238)
- Faenza (1239)
- Giglio (1241)
- Viterbe (1243)
- Parme (1248)
- Fossalta (1249)
- Cingoli (1250)

1251 – 1300
- Bataille de Montebruno (1255)
- Cassano (1259)
- Montaperti (1260)
- Bénévent (1266)
- Tagliacozzo (1268)
- Colle (1269)
- Roccavione (1275)
- Desio (1277)
- Forlì (1282)
- Pieve al Toppo (1288)
- Campaldino (1289)

1301 – 1350
- Pavie (1302)
- La Lastra (1304)
- Milan (1311)
- Soncino (1312)
- Gaggiano (1313)
- Rho (1313)
- Ponte San Pietro (1313)
- Scrivia (1315)
- Montecatini (1315)
- Pavie (1315)
- Sestri (1318)
- Bardi (1321)
- Mirandola (1321)
- Gorgonzola (1323)
- Vaprio d'Adda (1324)
- Altopascio (1324)
- Zappolino (1325)
- San Felice (1332)
- San Quirico (1341)
- Gamenario (1345)

1351 – 1402
- Mirandola (1355)
- Casorate (1356)
- Solara (1356)
- Alexandrie (1391)
- Casalecchio (1402)

Le Siège de Mirandola est une bataille survenue en décembre 1355 à Mirandola dans l'actuelle région de Émilie-Romagne, Italie qui opposa Francesco II Pico, premier seigneur de Mirandola, contre Bernabò Visconti,. Elle s'inscrit dans le cadre plus général de la guerre entre guelfes et gibelins.

## La bataille

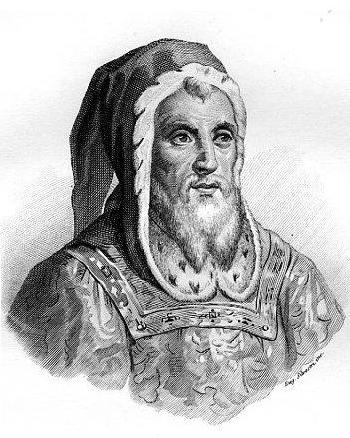
Bernabò Visconti

La guerre éclate entre les familles d'Este (parti guelfe) et Visconti (parti gibellin), cette dernière assiège Mirandola au début de décembre 1355, forte d'un armée de 1 500 cavaliers et de nombreux mercenaires, qui font des incursions dans le territoire environnant et à San Felice sul Panaro.
Dans l'évidente impossibilité de résister à une telle force ennemie, Francesco II Pico, désireux de maintenir la domination de la lignée des Pico sur Mirandola et sur la cour de Quarantoli (récemment reconquise l'année précédente, en la soustrayant aux Gonzaga, grâce à l'investiture de l'empereur Charles IV arrivé en Italie), est contraint de se rendre et de s'allier avec les Visconti, dont les troupes entrent amicalement dans le château de Mirandola,.

## Issue des combats et conséquences
Une fois le siège de Mirandola terminé, Francesco II Pico est nommé podestat à Bologne par Bernabò Visconti (à l'époque gouvernée par le Seigneur Giovanni Visconti d'Oleggio) et combat aux côtés des Visconti contre la ligue anti-milanaise, occupant ensuite les châteaux de Marano sul Panaro et de Campiglio (aujourd'hui Vignola). La paix est conclue en 1358 et Francesco II restitue aux Este les deux châteaux occupés, se rendant ensuite à Modène pour se réconcilier personnellement avec le marquis Aldobrandino III d'Este.
Cependant, dès 1362, la guerre entre Visconti et Este reprend : les Pico renouvellent leur fidélité aux Visconti, tandis que Niccolò II d'Este s'allie avec les Carrare de Padoue, les Gonzague de Mantoue et le cardinal Egidio Albornoz, légat pontifical de la Romagne, avec l'accord que, si la forteresse de Mirandola était prise, elle serait remise aux Mantouans. Battu, Bernabò Visconti ne laisse d'autre choix aux Pico que de demander de l'aide au podestat et capitaine de Parme et en attendant de faire entrer dans leur château les troupes de la ligue anti-Visconti. S'ensuit une brève trêve puis une nouvelle guerre de Bernabò Visconti (cette fois allié aux Pio di Carpi). Le 10 janvier 1364, Mirandola est de nouveau assiégée et incendiée par les soldats de la Ligue anti-milanaise. Une nouvelle paix est conclue le 3 mars 1364. En octobre 1370, les Milanais, dirigés par le condottiere anglais Giovanni Acuto, battent durement à nouveau à Mirandola la ligue anti-Visconti dirigée par le comte Lucio di Landau, pour ensuite signer une nouvelle paix le mois suivant.
S'ensuivent des décennies de durs affrontements entre Visconti et Este, avec les membres de la famille Pico divisés en deux factions : d'un côté Niccolò Pico (avec ses fils Giovanni, Franceschino et Prendiparte) et de l'autre Francesco II Pico, dont la descendance maintient la suzeraineté de la Seigneurie de Mirandola.